# آمبروجو پورتالوپی
آمبروجو پورتالوپی (ایتالیایی: Ambrogio Portalupi; ۲۵ ژانویهٔ ۱۹۴۳ – ۵ ژانویهٔ ۱۹۸۷) دوچرخه‌سوار اهل ایتالیا بود.